# Masquerade (personaje)
Masquerade es un superhéroe ficticio que aparece en los cómics del sello editorial Milestone Comics, perteneciente a la editorial estadounidense DC Comics. Fue uno de los primeros hombres trans en aparecer en un cómic mainstream estadounidense, y uno de los primeros superhéroes transmasculinos.

## Historia de publicación
El personaje apareció por primera vez en Blood Syndicate #1, en abril de 1993, y fue creado por los historietistas Dwayne McDuffie, Ivan Velez Jr. y Trevor von Eede.

## Biografía ficticia
Masquerade fue asignado con un sexo femenino al nacer, y posteriormente salió del armario en algún momento como un hombre trans. Junto con su hermano mayor se unió a la banda Paris Bloods. Durante la batalla de bandas conocida como el Big Bang su hermano fue asesinado, mientras que él obtuvo el poder de cambiar de forma, que usó para cambiar sus características físicas y reflejar su identidad.
Tras la muerte de su hermano se unió al Sindicato de Sangre, mientras seguía visitando al resto de su familia adoptando su anterior forma. Debido a su creciente inseguridad y miedo a ser descubierto por su identidad se vio envuelto en varios conflictos personales con otros miembros del equipo y, tras sufrir un secuestro por parte de System y lograr escapar, finamente abandonó el equipo.
Arrepentido, Masquerade decidió volver de nuevo al equipo, adoptando la identidad de Tech-9 y liderando al grupo. Tras ser descubierto fingiendo ser otra persona, Masquerade les explicó a todos la verdad y la razón de sus acciones, disculpándose y abandonando por última vez el equipo.